# (3222) Liller
(3222) Liller es un asteroide perteneciente al cinturón de asteroides, descubierto el 10 de julio de 1983 por Edward Bowell desde la Estación Anderson Mesa (condado de Coconino, cerca de Flagstaff, Arizona, Estados Unidos).

## Designación y nombre
Designado provisionalmente como 1983 NJ. Fue nombrado Liller en honor del astrónomo estadounidense William Liller.